# إريك الرابع عشر
إريك الرابع عشر (بالسويدية: Erik XIV؛ 13 ديسمبر 1533 - 26 فبراير 1577) هو ملك السويد من عام 1560 حتى خلعه في عام 1568. كان إريك الرابع عشر الابن الأكبر لغوستاف الأول (1496-1560) وكاثرين من ساكس لوانبرغ ( 1513–1535). وحكم إستونيا أيضًا، بعد غزو السويد لها عام 1561.
اعتُبر ذكيًا وصاحب موهبة فنية، وكذلك طموحًا سياسيًا، إلا أنه أظهر في وقت مبكر من عهده علامات عدم الاستقرار العقلي، وهي حالة أدت في النهاية إلى الجنون. يدعي بعض العلماء أن مرضه بدأ مبكرًا خلال فترة حكمه، بينما يعتقد البعض الآخر أنه ظهر لأول مرة مع ارتكابه لجرائم قتل عائلة ستوري.
يُرجح أن إريك قد قتل بعد خلعه وسجنه. وأكد فحص رفاته في عام 1958 أنه ربما مات بسبب التسمم بالزرنيخ.

## نشأته
ولد إريك الرابع عشر في قلعة تري كرونور، في الساعة التاسعة صباح يوم 13 ديسمبر 1533. وقبل أن يبلغ من العمر عامين، فقد والدته. وفي عام 1536، تزوج والده غوستاف فاسا بمارغريت ليونويوفود (1516-1551)، وهي امرأة نبيلة سويدية.
كان المعلم الأول لإريك هو الألماني جورج نورمان، لكنه تركه بعد ذلك بوقت قصير، بسبب استدعائه إلى مكان آخر داخل الدولة السويدية. ثم حل محله الفرنسي الكالفيني ديونيسيوس بيورايوس (1500–1567). علم ديونيسيوس كلًا من إريك وأخيه غير الشقيق يوهان، ويبدو أن الاثنين كانا يقدرانه. كان إريك ناجحًا جدًا في اللغات الأجنبية والرياضيات، وكان مؤرخًا مطّلعًا، وكاتبًا جيدًا، وملمًا بعلم التنجيم.
عندما بدأ إريك بالظهور العلني، أصبح يشار إليه باسم «الملك المختار» (بالسويدية: utvald konung) وبعد اجتماع البرلمان في ستوكهولم عام 1560، حصل على لقب «الملك الوريث» (بالسويدية: arvkonung). وفي عام 1557، انتُدب إريك على إقطاعيات كالمار وكرونوبيرغ وأولاند. وأقام في مدينة كالمار.
دخل إريك في مفاوضات الزواج مع إليزابيث الأولى ملكة إنجلترا المستقبلية ولاحقها لعدة سنوات، وكان ذلك ضد رغبات والده. وازداد التوتر بين إريك ووالده. وقدم إريك عروض زواج فاشلة أيضًا، بينها عروض زواجه من ماري ملكة الاسكتلنديين (1542-1587)، وريناتا من لورين (1544-1602)، وآنا من ساكسونيا (1544-1577)، وكريستين من هسن (1543-1604).

## حكمه
وصل إلى إريك خبر وفاة والده، وكان حينها على وشك الانطلاق إلى إنجلترا للتشديد على طلبه ليد الملكة إليزابيث. وبالعودة إلى ستوكهولم، انعقد البرلمان السويدي في أربوغا يوم 15 أبريل عام 1561. وهناك تبنى المقترحات الملكية المعروفة باسم «مواد أربوغا»، والتي أدت إلى تقليص سلطة الدوقين الملكيين بشكل كبير، يوهان وكارل، في مقاطعاتهما. ثم تُوج إريك باسم إريك الرابع عشر، ولكنه ليس الملك الرابع عشر الذي يدعى إريك في السويد. إذ تبنى هو وشقيقه كارل الأرقام الملكية وفقًا لتاريخ السويد الخيالي جزئيًا ليوهانس ماغنوس. ومع ذلك، كان هناك ما لا يقل عن ستة ملوك سويديين سابقين باسم إريك، بالإضافة إلى عدد من المطالبين بالعرش الذين لا يُعرف عنهم إلا القليل.
منذ بداية حكمه، عارض إريك النبلاء السويديين. واختار غوران بارشون (1530-1568) كمستشار مقرب، وكان غوران قد نجا من الإعدام تحت حكم والد إريك. عارض بارشون أيضًا النبلاء وكان خصمًا للأخ غير الشقيق لإريك، الذي أصبح فيما بعد يوهان الثالث ملك السويد (1537-1592). كان يوهان دوق فنلندا ومتزوجًا بأميرة بولندية، ضد رغبة إريك، ما جعله ودودًا مع بولندا. اتبع يوهان سياسة توسعية في ليفونيا (الآن إستونيا ولاتفيا)، في خرق لمواد أربوغا، ما أدى إلى نشوب خلاف بين الإخوة. وفي عام 1563، بأمر من إريك، أُرسل جيش إلى فنلندا ليقبض على يوهان بتهمة الخيانة العظمى.
على عكس والده، الذي كان راضياً عن حكم دولة مستقلة، حاول إريك توسيع نفوذه في منطقة البلطيق وفي إستونيا، وبدأ العملية التي جعلت من السويد قوة عظمى في القرن السابع عشر. أدى هذا التوسع إلى صدام مع ابن عمه فريدريك الثاني ملك الدنمارك (1534-1588). امتدت الحرب الليفونية عبر معظم عهد إريك الرابع عشر، كما حرب السنوات السبع الاسكندنافية ضد الدنمارك (1563–1570)، والتي نجح خلالها في صد معظم محاولات الدنمارك للغزو، لكنه لم يكن قادرًا على الحفاظ على مكتسباته الخاصة.
منذ عام 1563 فما بعد، أصبح جنونه واضحًا؛ وبدأ حكمه يصبح أكثر تعسفية، وتميز بالعنف. قاده الشك بالنبلاء إلى الشك بعائلة ستوري، التي كان يرأسها سفانتي ستيسون ستوري، والذي كان متزوجًا بأخت زوجة غوستاف. تصرف لأول مرة ضد الأسرة في عام 1566، متهماً ابن سفانتي نيلز بالخيانة، لكنه خفف العقوبة وأرسل نيلز إلى اللورين، بحجة ترتيب زواج بالأميرة ريناتا. ومع ذلك، قرر إريك الزواج من عشيقته كارين مانسدوتر، وفي عام 1567، عند عودة نيلز شك إريك بالخيانة العظمى، ثم قتل عددًا من أفراد العائلة في ما يسمى جرائم قتل أسرة ستوري، وطعن إريك نيلز سفانتيسون ستوري بنفسه. ربما اعتقد الملك أن قتلهم إعدام وليس جريمة.

## روابط خارجية
- إريك الرابع عشر على موقع الموسوعة البريطانية (الإنجليزية)
- إريك الرابع عشر على موقع إن إن دي بي (الإنجليزية)